# 1845 dans le catholicisme
Chronologie du catholicisme
- 1841
- 1842
- 1843
- 1844
- 1845
- 1846
- 1847
- 1848
- 1849

Cet article présente les faits marquants de l'année 1845 dans le catholicisme.

## Évènements
- 21 avril : Création de 4 cardinaux par Grégoire XVI.
- 24 novembre : Création de 2 cardinaux par Grégoire XVI.

## Naissances
- 24 mai : Oscar Havard, journaliste et écrivain français († 26 mai 1922)
- 10 juin : Giuseppe Macchi, prélat italien, diplomate du Saint-Siège et archevêque titulaire d'Amasea (de) puis de Thessalonique (de), précédemment évêque auxiliaire de Palestrina et évêque titulaire de Gadara (de) († 7 juin 1906)
- 26 juillet : Auguste-Léopold Laroche, prélat français, évêque de Nantes († 18 décembre 1895)
- 11 octobre : Gennaro Portanova, cardinal italien, archevêque de Reggio de Calabre, précédemment évêque titulaire de Rhosus (de) († 25 avril 1908)

## Décès
- 18 avril : Luigi Del Drago, cardinal italien de la Curie (° 20 juin 1776)